# 貝卡里耶
35°22′20″N 8°14′32″E / 35.37222°N 8.24222°E
貝卡里耶（阿拉伯语：‎），是阿爾及利亞的城鎮，位於該國東北部泰貝薩省，由奎夫區負責管轄，面積152平方公里，2008年人口9,917，人口密度每平方公里65人。